# Gang des postiches
Le gang des postiches est une association de malfaiteurs spécialisée dans les braquages et les effractions de banques qui opère à Paris entre 1981 et 1986. Il est à l'origine de vingt-sept attaques de banques à mains armées réalisées avec une rare audace au préjudice de quelques milliers de coffres-forts de particuliers.
C'est leur mode opératoire si particulier qui incite les enquêteurs de la brigade de répression du banditisme à les surnommer les « postiches » : ils entrent dans les agences en plein jour, habillés en bourgeois, affublés de chapeaux ou portant des perruques, de fausses moustaches ou des barbes. À l'intérieur, un premier groupe tient en respect les otages, un second descend à la salle des coffres-forts individuels qu'ils forcent pour s'emparer de leurs contenus (argent liquide, bijoux, lingots d'or). Ces coffres sont surveillés par des systèmes d'alarmes uniquement la nuit et les week-ends.
La série commence le 29 septembre 1981 avec le braquage de la BNP sise rue du Docteur-Blanche à Paris et se termine dans le sang, dans la même rue, le 14 janvier 1986 au Crédit lyonnais,.

## Origines du gang
Le gang des postiches est constitué d'un noyau dur d'individus originaires de Belleville et Montreuil, tombés très tôt dans la délinquance : Sidi Mohamed Badaoui dit « Bada », Bruno Berliner dit « Sœur sourire » (demi-frère du chanteur Gérard Berliner), André Bellaïche dit « Dédé », Patrick Geay dit « Pougache » et Robert Marguery dit « Bichon ». Aguerris aux vols à la tire, et aux escroqueries à la carte bancaire, les vols à main armée vont se succéder jusqu'au prix fort.
Jeudi 27 février 1975, Badaoui et deux complices attaquent à mains armées la Société centrale de banque, sise 17 Avenue de la république dans le 11e arrondissement de Paris. Un employé déclenche le signal d'alarme : Vincent Llopis, 58 ans, est abattu sommairement. La prise d'otages dure dix heures, mais les braqueurs mettent en échec la brigade antigang dépêchée sur place et prennent la fuite avec un butin de près d'un million de francs. Un complice, Alain Lacabane, est abattu. Badaoui est identifié, confondu grâce à des écoutes téléphoniques et Bellaïche est fortement suspecté ; tous deux sont condamnés par la cour d'assises de Paris à la peine de mort par contumace le 9 juin 1978. Munis de faux documents d'identité, leur cavale les emmène avec leurs petites amies dans des voyages à travers le monde (Maroc, Italie, Espagne, Grèce, États-Unis, Thaïlande).
Mardi 28 octobre 1980, Mohamed Badaoui et un complice non-identifié circulent à moto sur l'Avenue Victor Hugo dans le 16e arrondissement de Paris. Deux gardiens de la paix motocyclistes membres de l'escorte présidentielle leur font signe de s'arrêter. Badaoui qui se sait bien évidemment recherché refuse d'obtempérer et tire avec un P38 sur le gardien de la paix Dominique Servais. Badaoui est abattu par deux policiers membres de la Direction de la Surveillance du territoire présents également lors de la fusillade.
Depuis cette date, le groupe s'est juré de faire en sorte que plus personne ne meure. En septembre 1981, Berliner explique aux autres son expérience en matière d'effraction sur les modèles réduits de coffres-forts « Fichet-Bauche », installés dans presque toutes les banques de la capitale, et lesquels s'ouvrent « comme des boites de sardines ». Le premier essai s'effectue à l'heure du déjeuner le mardi 29 septembre 1981 dans la BNP de la rue du Docteur-Blanche dans le 16e arrondissement de Paris où huit coffres sont forcés, préjudice de 11 000 francs. La saga du gang des postiches peut commencer. Entre 1982 et 1983, quatre « recrues » originaires de Montreuil faisaient leur entrée dans le gang : Jean-Claude Myszka, Michel Chellaoui, Serge Hernout et Jean-Pierre Lepape.

## Attaques de banques imputées au gang
- 29 septembre 1981 : Banque nationale de Paris, rue du Docteur-Blanche, 16e arrondissement de Paris. - (8 coffres forcés, préjudice de 11 000 francs)[1].
- 29 septembre 1981 : Société générale, rue de Rémusat, 16e arrondissement de Paris. - (nombre de coffres forcés ignoré, préjudice de 33 000 francs)[1].
- 30 septembre 1981 : Banque populaire, rue de Crimée, 19e arrondissement de Paris. - (70 coffres forcés, préjudice ignoré)[1].
- 6 octobre 1981 : Banque populaire, avenue de Suffren, 7e arrondissement de Paris. - (2 coffres forcés, préjudice de 300 000 francs)[1].
- 6 octobre 1981 : Banque Vernes, rue Pierre-Fontaine, 9e arrondissement de Paris. - (136 coffres forcés, préjudice ignoré)[1].
- 27 octobre 1981: Société générale, Saint-Gratien. - (115 coffres forcés, préjudice ignoré)[1].
- 16 mars 1983 : Crédit lyonnais, Neuilly-sur-Seine. - (108 coffres forcés, préjudice ignoré)[1].
- 18 mars 1983 : Banque nationale de Paris, La Celle-Saint-Cloud. - (136 coffres forcés, préjudice de 17,6 millions de francs)[3].
- 27 mai 1983 : Crédit du Nord, lieu ignoré. - (préjudice ignoré)[1].
- 17 novembre 1983 : Crédit du Nord, rue Clément-Marot, 8e arrondissement de Paris. (112 coffres forcés, 700 000 francs)[3].
- 3 mars 1984 : Crédit agricole, rue d'Alésia, 14e arrondissement de Paris. (préjudice ignoré)[5].
- 6 mars 1984 : Société générale, rue de Passy, 16e arrondissement de Paris. (préjudice ignoré)[1].
- 8 mars 1984 : Crédit lyonnais, Saint-Mandé. - (préjudice ignoré)[1]
- 8 mars 1984 : Société générale, rue Manin, 19e arrondissement de Paris. (préjudice ignoré)[1]
- 14 mars 1984 : Crédit commercial de France, avenue de Villars, 7e arrondissement de Paris. - (préjudice ignoré)[1].
- 19 avril 1984 : Banque française pour le commerce et l'industrie, Cachan. - (83 coffres forcés, 600 000 francs)[1].
- 15 août 1984 : Crédit agricole, boulevard Voltaire, 11e arrondissement de Paris. - (107 coffres forcés, préjudice ignoré)[1].
- 26 novembre 1984 : Banque Hervet, Suresnes. (préjudice ignoré)[6].
- 5 décembre 1985 : Crédit lyonnais, Levallois-Perret. (préjudice ignoré)[1].
- 11 décembre 1985 : Banque IndoSuez Mer Rouge, Avenue Rapp, 7e arrondissement de Paris. - (préjudice ignoré)[1].
- 13 décembre 1985 : Crédit lyonnais, Neuilly-sur-seine. - (préjudice ignoré)[7]
- 9 janvier 1986 : Banque nationale de Paris, Garches. (préjudice ignoré)[1].
- 14 janvier 1986 : Société générale, boulevard Gouvion-Saint-Cyr, 16e arrondissement de Paris. - (préjudice de 3,5 millions de francs)[3].

- 14 janvier 1986 : Crédit lyonnais, rue du Docteur-Blanche, 16e arrondissement de Paris. - (62 coffres forts forcés, préjudice de 725 000 francs)[1].

## Dans la culture populaire

### Littérature
- Les Postiches, un gang des années 80 (2004) de Patricia Tourancheau (Fayard)
- Ma vie sans postiche (2007), récit autobiographique d'André Bellaïche (Éditions First).
- Les Faux Visages (Futuropolis) (2012), bd de David B et Hervé Tanquerelle[8],[9].
- Le magot (2019) de  Patricia Tourancheau (Seuil)[10].

### Cinéma
- 2004 : 36, quai des Orfèvres, d'Olivier Marchal
- 2007 : Le Dernier Gang d'Ariel Zeitoun

## Fin du gang

### Le plan «ballon»
Mercredi 14 mars 1984, le ministre de l'intérieur Gaston Defferre réunit Place Beauvau les directeurs des différents services centraux et territoriaux de la police et de la gendarmerie, ainsi que les représentants des grandes banques pour discuter d'un stratagème. Il s'agit du « plan Ballon » : il est question d'installer dans les salles de coffres des capteurs sismiques qui se déclenchent aux secousses des perceuses et coups de marteau, de les sonoriser sur des fréquences cryptées pour la Brigade de répression du banditisme. Loin d'être efficace, le système renvoyait beaucoup de fausses alertes, mais les postiches sentirent que l'étau se resserrait autour d'eux. Ils devinrent plus méfiants, plus nerveux et moins courtois avec les otages.

### Le hold-up manqué du Crédit lyonnais de la rue du Docteur-Blanche
Mardi 14 janvier 1986, le dispositif se déclenche, impliquant dès lors la BRB emmenée par le commissaire Raymond Mertz, la BRI emmenée par le commissaire Claude Cancès, et des Brigades Territoriales venues en renfort à la hâte. Autour de l'agence du Crédit lyonnais du 39 rue du Docteur-Blanche, dans le 16e arrondissement de Paris, 67 policiers en civils répartis dans 31 véhicules banalisés se déploient dans les rues adjacentes, et attendent les postiches à la sortie pour les prendre en filature. L'opération tourne au drame lorsque les postiches Marguery et Geay repèrent un véhicule relais stationné juste en face du véhicule banalisé monté par les chefs du dispositif, Claude Cancès et Raymond Mertz. Les regards des policiers et des truands se croisent. Se croyant menacé, le commissaire Raymond Mertz sort du véhicule et fait feu à trois reprises en direction des postiches, déclenchant de fait une tentative d'interpellation déconcertée avec les autres effectifs de police.
La fusillade finit par attirer l'attention de leurs complices qui viennent les libérer. Le postiche Bruno Berliner, 28 ans, et l'inspecteur de police Jean Vrindts, 33 ans, s'entretuent face au 12 rue René-Bazin. Les inspecteurs Ulmer et Rolland sont pris en otages pour faciliter la fuite effective de Patrick Geay avec un postiche non identifié (Serge Hernout fut suspecté). Malgré l'arrestation de Marguery, l'échec de l'opération entraîne une fronde historique au 36 quai des Orfèvres, où les hommes réclament le limogeage de Mertz. De cette fronde naît l'affaire Dominique Loiseau sur fond de scandale du gang des ripoux (scénarisé plus tard par Olivier Marchal dans le film 36, quai des Orfèvres).

### Cavales, évasions, arrestations
Vendredi 31 janvier 1986, Serge Hernout dit « Nounours », chauffeur-livreur de trente-sept ans, est arrêté à son domicile à Bagnolet. Il est fortement suspecté d'être le cinquième postiche qui a menacé, blessé et retenu en otages les deux policiers qui procédaient à l'interpellation de Patrick Geay le jour de la fusillade et ainsi permis sa libération. Il est formellement reconnu et désigné par l'inspecteur Patrick Ulmer.
Mardi 5 août 1986, André Bellaïche et Patrick Geay sont interceptés par les carabiniers alors qu'ils sont en cavale en Italie. Le premier est incarcéré à la prison de Rebibbia à Rome, le second parvient à s'enfuir encore. Dimanche 23 novembre 1986, Jean-Claude Myszka organise avec François Besse (ancien complice de Jacques Mesrine) l'évasion d'André Bellaïche avec un hélicoptère volé à la Croix-Rouge, lequel emmène avec lui son co-détenu, un braqueur italien affilié à l'extrême droite : Gian Luigi Esposito.
Samedi 13 décembre 1986, Jean-Claude Myszka, André Bellaïche, Patrick Geay et Gian Luigi Esposito sont finalement arrêtés dans une villa du 28, rue des Pins à Yerres. On retrouve dans les murs le butin des cinq derniers hold-up du gang : plus de 300 000 francs, 5 000 pièces d'or, des kilos de bijoux et de pierres précieuses,.
Jeudi 4 avril 1996, la cour d'assises de Paris condamne Marguery et Myszka à 12 ans de réclusion criminelle pour 7 des 26 braquages reconnus. Bellaïche n'est condamné qu'à 8 ans de réclusion criminelle pour association de malfaiteurs, évasion en hélicoptère et recels de vols. Des postiches qui comparaissent librement (sous contrôle judiciaire), seul Geay a choisi de ne pas se présenter au tribunal, et écope d'une peine de 30 ans de réclusion criminelle par contumace. Sa cavale prend fin le 13 janvier 2003 dans le 15e arrondissement de Paris, interpellé à son domicile loué sous une fausse identité. Rejugé par la cour d'assises le jeudi 12 février 2004, il est condamné à 15 ans de réclusion criminelle. Il est alors âgé de 52 ans. Seuls deux braquages ont pu lui être imputés dont celui qui a coûté la vie à un policier.

### Épilogue
- Abattu en 1986, Bruno Berliner est le troisième de la bande de Belleville après Alain Lacabane et Mohamed Badaoui à trouver la mort après affrontement armé avec la police. Il s'était retiré au vert dans la campagne ornaise du côté de Carrouges et du Champ-de-la-Pierre.
- Libéré en 1998, Robert Marguery vit depuis en Thaïlande, se rapprochant ainsi de sa fille. Diagnostiqué schizophrène bipolaire, ses crises mystiques qui ont commencé en 1987 (il récitait la Bible à sa fille venue le visiter au parloir), le conduisent régulièrement au bord de la folie[19].
- Libéré en 1997, André Bellaïche fait figure d'exemple de réinsertion. Il avait ouvert trois magasins de disques d'occasions aux Abbesses, à Belleville et rue Mouffetard à Paris[20].
- Libéré en 1999, Jean-Claude Myszka est de nouveau condamné à quatre mois de prison en janvier 2001 pour vol de voiture. Il se suicide le 11 février 2003 au domicile de sa mère à Aubervilliers[14].
- Patrick Geay est toujours incarcéré et nie encore son affiliation au gang. Il a été condamné le mardi 31 octobre 2006 à 17 ans de réclusion criminelle par la cour d'assises d'appel de l'Essonne, qui a retenu sa culpabilité dans 5 braquages et sa complicité dans la tentative de meurtre sur un policier[21].
- Serge Hernout a pu fournir un alibi au moment du braquage du Crédit lyonnais : une « providentielle » visite médicale. Il finit par être acquitté, mais accro à l'héroïne, on le retrouve mort le 8 avril 1987 à son domicile[13].
- Jean-Pierre Lepape est tué par deux hommes cagoulés et armés de fusils à pompe alors qu'il se trouve dans un café de Vitry-sur-Seine[22]. Il n'a jamais reconnu son appartenance au gang, qui n'a pas non plus été prouvée.

## Le butin du gang des postiches volé par Michel Fourniret
Selon Patricia Tourancheau du journal Libération, le total du butin avoisinerait les 187 millions de francs en lingots, pièces d'or et billets, sans compter 20 millions de francs en espèces dans les réserves des banques, soit 31,5 millions d'euros.
En juillet 2004, l'affaire du gang des postiches rebondit. Le tueur en série Michel Fourniret révèle les origines douteuses de sa fortune. Incarcéré à Fleury-Mérogis de mars 1984 à octobre 1987 pour une série de viols sur mineures, il se lie d'amitié avec celui qui partage sa cellule, Jean-Pierre Hellegouarch, un breton d'extrême gauche, trafiquant de drogues et auteur de plusieurs braquages. Hellegouarch avait lui-même obtenu des informations sur l'emplacement d'un important stock de lingots et pièces d'or par son ancien codétenu, Gian Luigi Esposito. Le codétenu de Bellaïche, évadé de la prison de Rebbibia, était effectivement présent lorsque les postiches décidèrent d'enterrer leur butin au cimetière de Fontenay-en-Parisis, derrière la tombe de l'ancien maire Louis Gloriand. En mars 1988, Hellegouarch demande à sa femme, Farida Hamiche, de solliciter Fourniret alors libre, pour l'aider à récupérer le magot et le changer de place.
Fin mars 1988, Fourniret, sa femme Monique et Farida Hamiche déterrent de nuit la boîte à outils contenant vingt kilos d'or et des tupperwares remplis de pièces d'or, qui sont ramenés et planqués chez cette dernière, près de Clairefontaine-en-Yvelines. Pour ce service, Fourniret touche une prime de 500 000 francs qui doit lui permettre de réaliser son rêve. Mais Fourniret veut finalement plus. Dans la soirée du 13 ou 14 avril 1988, il assassine Farida Hamiche et récupère le magot, ne laissant que 200 000 francs en pièces d'or pour faire croire qu'elle a pu faire une mauvaise rencontre, ou partir avec une grande partie de l'argent et un amant. Lorsque Hellegouarch est libéré en octobre 1998, Fourniret et Monique l'attendent devant la prison de Fleury-Mérogis. Hellegouarch ne retrouve que le reliquat des 200 000 francs. Fourniret aurait alors utilisé sa fortune pour financer ses tristes desseins avec l'achat d'une camionnette, d'un appartement à Sedan, et l'achat discret du château de Sautou à Donchery, Hellegouarch ne pouvant soupçonner le couple qui habite une modeste maison de Floing, dans les Ardennes.
Michel Fourniret est dénoncé le 29 juin 2004 par sa femme Monique, qui donne le détail de dix crimes commis par son mari.
Du trésor des Postiches, trahis par Esposito qui voulait utiliser Hellegouarch, lui-même dépouillé par le tueur en série des Ardennes, il ne reste plus que l'équivalent de 25 000 € en pièces espagnoles, canadiennes, mexicaines et en louis d'or, retrouvés début juillet 2004 dans une lessiveuse enterrée par Fourniret en Belgique.

### Médiagraphie

#### Documentaire télévisé
- France 2, Faites entrer l'accusé, « Les Postiches », présenté par Christophe Hondelatte le 20 février 2005.
- Planète+ Crime, Les Grandes Evasions, "Bellaïche l'insaisissable", de Marc Maouad et Roland Sicsic, Maydia Production 2009